# サンタントーニオ・アバーテ
サンタントーニオ・アバーテ（イタリア語: Sant'Antonio Abate）は、イタリア共和国カンパニア州ナポリ県にある、人口約2万人の基礎自治体（コムーネ）。

## 地理

### 位置・広がり
ナポリ県南東部のコムーネ。県都ナポリから東南東へ27kmの距離にある。

#### 隣接コムーネ
隣接するコムーネは以下の通り。括弧内のSAはサレルノ県所属を示す。
- アングリ (SA)
- グラニャーノ
- レッテレ
- ポンペイ
- サンタ・マリーア・ラ・カリタ
- スカファーティ (SA)

## 行政

### 分離集落
サンタントーニオ・アバーテには、以下の分離集落（フラツィオーネ）がある。
- Casa Iovine, Salette, Fusara, Cottimo, Buonconsiglio, Pontone